# Spektrometria mas
Spektrometria mas (MS, z ang. mass spectrometry) – technika analityczna zaliczana do metod spektroskopowych, której podstawą jest pomiar stosunku masy do ładunku elektrycznego danego jonu.
Pierwszy spektrometr mas został zbudowany przez J.J. Thomsona w 1911 roku. Współcześnie istnieje wiele odmian tej techniki, z których każda ma inne zastosowanie i wymaga stosowania aparatów o innej konstrukcji. Wszystkie te techniki są jednak oparte na jonizacji cząsteczek lub atomów, a następnie zliczeniu jonów w funkcji ich stosunku masy do ładunku (m/z). Wyniki działania spektrometru mas są przedstawiane w postaci tzw. widma masowego.
Spektrometria mas służy do:

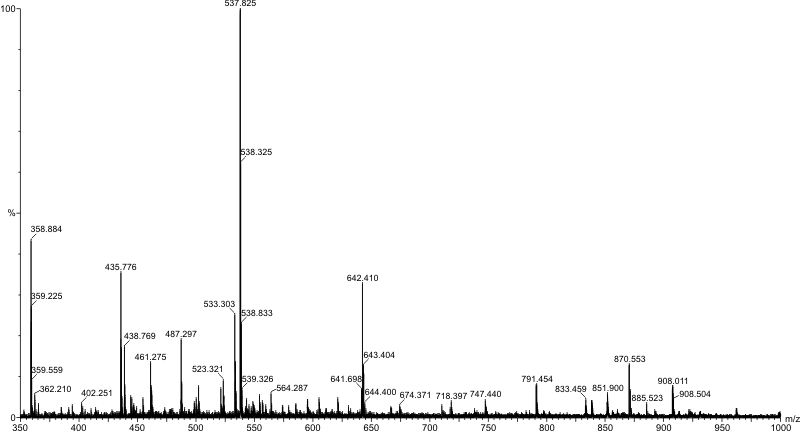
Przykład widma masowego. Widmo masowe mieszaniny peptydów wykonane przy pomocy spektrometru mas ESI-Q-TOF (spektrometr tandemowy z jonizacją typu electrospray i dwoma analizatorami – kwadrupol i TOF). Oś pozioma:stosunek masy (m) do ładunku (z) jonu. Oś pionowa: liczba zliczeń danego jonu przez detektor

- identyfikacji związków chemicznych i ich mieszanin[1],
- ustalania struktury związków chemicznych[3],
- ustalania ich składu pierwiastkowego,
- ustalania składu izotopowego analizowanych substancji[4], co m.in. umożliwia określenie ich źródła pochodzenia
- precyzyjnego ustalania składu złożonych mieszanin związków o dużych masach molowych w proteomice[5][6], metabolomice[7], badaniach materiałowych i chemii polimerów[8].

## Budowa i działanie spektrometru mas

Schemat ideowy zasady działania spektrometru mas

Niezależnie od konstrukcji i przeznaczenia, we wszystkich spektrometrach mas występują następujące elementy:
- źródło jonów (jonizator) – urządzenie, w którym następuje jonizacja cząsteczek przy użyciu różnorodnych technik, z których część prowadzi do pękania wiązań chemicznych, na skutek czego dochodzi do ich podziału na mniejsze fragmenty. Inne techniki powodują tylko naładowanie cząsteczek bez ich fragmentacji[1],
- analizator – w którym wcześniej powstałe jony ulegają rozdziałowi na podstawie stosunku ich masy do ładunku[1].
- detektor – urządzenie „zliczające” jony napływające z analizatora[1].

Działanie tradycyjnego spektrometru mas opiera się na odchylaniu strumienia jonów badanej substancji w polu magnetycznym bądź elektrycznym, dlatego analizowane cząsteczki muszą mieć ładunek elektryczny. Wewnątrz spektrometru mas panuje próżnia, dzięki czemu ruch jonów nie jest zakłócany przez zderzenia z cząsteczkami gazów i określony jest przez oddziaływanie cząstki z polem elektrycznym i magnetycznym.
Pierwszym przedziałem spektrometru mas jest źródło jonów. Urządzenie to przeprowadza substancje analizowane w spektrometrze w jony unoszące się w próżni. Zjonizowane cząsteczki przechodzą do dalszych przedziałów spektrometru mas, gdzie formowana jest wiązka jonów. Wiązka ta jest kierowana do analizatora masy.
Analizator masy rozdziela jony ze względu na stosunek ich masy do ładunku. Jony kierowane są do detektora, który zamienia w sposób ilościowy sygnał w postaci prądu jonowego na sygnał elektryczny, który jest rejestrowany przez komputer w postaci widma stosunku masy do ładunku elektrycznego (nazywanego często widmem masowym). W widmie takim na osi poziomej odłożone są stosunki mas do ładunków w thomsonach (1 Th = 1 dalton / liczba ładunków elementarnych jonu), na osi pionowej intensywności (liczba jonów zarejestrowanych przez spektrometr).

### Określanie masy cząsteczek
Ze stosunku masy do ładunku jonu można zwykle wywnioskować, jaka była masa cząsteczkowa analizowanego związku chemicznego lub jego fragmentu. Metody jonizacji w niektórych spektrometrach mas są tak dobrane, aby ładunek (z) był dla większości jonów równy 1, a zatem przy interpretacji widma można przyjąć, że m/z odpowiada po prostu masie cząsteczkowej jonu.
Masa cząsteczkowa jednokrotnie zjonizowanego jonu jest w przybliżeniu równa masie cząsteczkowej niezjonizowanej cząsteczki tylko wtedy, gdy jonizacja jest dokonywana przez dołączenie elektronu (ze względu na bardzo małą masę elektronu). Jeśli do cząsteczki dołączany jest proton, to masa jonu jest większa od masy substancji niezjonizowanej o masę protonu (1,00727646688 Da).
Masę badanego związku chemicznego określa się, na podstawie miejsca występowania w widmie sygnału powstałego z jego niepofragmentowanego jonu, przez uwzględnienie masy cząstek jonizujących, według wzoru:
{\displaystyle m_{zw}=(m/z)\cdot z-m_{cz},}
gdzie:
{\displaystyle m_{zw}} – masa wyjściowej cząsteczki, która ulegała jonizacji bez fragmentacji
{\displaystyle (m/z)} – wartość odczytana widma dla niepofragmentowanego jonu, odpowiadająca stosunkowi masy analizowanej cząsteczki w daltonach do liczby ładunków elementarnych (z) które niósł z sobą jon, który wygenerował analizowany sygnał;
{\displaystyle m_{cz}} – suma mas (w daltonach) cząstek lub jonów, które nadały ładunek poprzez przyłączenie się do wyjściowej cząsteczki (masa protonu – 1,00727646688 Da; masa elektronu około 0,00054862 Da). Jeśli jonizacja następuje na skutek oderwania cząstki to jej masy nie odejmuje się a dodaje.
Jeżeli cząstką dołączaną lub odrywaną jest elektron, jego masę można pominąć.
Przykładowo na przedstawionym wyżej diagramie pik odpowiadający m/z = 435,776 Th może pochodzić od:
- jonu posiadającego jeden ładunek elementarny, powstałego przez oderwanie elektronu z cząsteczki o masie 435,776 Da (masa elektronu jest pomijalnie mała),
- jonu posiadającego jeden ładunek elementarny wskutek przyłączenia jednego protonu, powstałego z cząsteczki o masie 435,776 − 1,007 = 434,769 Da,
- jonu posiadającego dwa ładunki elementarne, który powstał przez oderwanie dwóch elektronów z cząsteczki o masie 435,776 · 2 = 871,552 Da (masę dwóch elektronów pominięto),
- jonu posiadającego dwa ładunki elementarne wskutek oderwania jednego elektronu i przyłączenia jednego protonu, powstałego z cząsteczki o masie 435,776 · 2 − 1,007 = 870,545 Da (masę elektronu pominięto),
- jonu posiadającego dwa ładunki elementarne wskutek przyłączenia dwóch protonów, powstałego z cząsteczki o masie 435,776 · 2 − 1,007 · 2 = (435,776 − 1,007) · 2 = 869,538 Da.

Ustalenie dokładnej masy analizowanego związku nie jest oczywiste nawet z użyciem technik jonizacji nieprowadzących do fragmentacji. Znając warunki jonizacji oraz analizując całe widmo można jednak w pokazanym przykładzie odrzucić większość przypuszczalnych źródeł sygnału 435,776. W warunkach jonizacji przez elektrorozpylanie, która była zastosowana do otrzymania omawianego widma, powstanie jonu posiadającego dwa ładunki elementarne jest najbardziej prawdopodobne na skutek oderwania jednego elektronu i przyłączenia jednego protonu. W widmie występuje też pik przy wartości 870,553 Th, który najprawdopodobniej pochodzi od cząsteczki o masie 870,553 Da. Prezentowany tu wywód dotyczy analizy widma niewielkiej rozdzielczości, gdzie nie jest możliwe rozróżnienie pików izotopowych. Prezentowane widmo zostało zarejestrowane z rozdzielczością pozwalającą na rozróżnienie poszczególnych pików obwiedni izotopowej.

Obwiednia izotopowa peptydu o masie 859,5 Da zarejestrowana spektrometrem Q-TOF. Pierwszy pik to pik monoizotopowy. W piku tym występują tylko atomy dominujących izotopów. W cząsteczkach tworzących pik drugi występuje po jednym atomie izotopu cięższego o 1 Da od izotopu dominującego. W trzecim piku występują dwa takie atomy, a w czwartym – trzy.

### Obwiednia izotopowa
Większość pierwiastków chemicznych występujących w przyrodzie ma kilka izotopów. Zwykle jeden izotop dominuje, pozostałe występują w mniejszej ilości. Różnice w masie cząsteczek powodowane przez występowanie izotopów są widoczne na widmach masowych, co oznacza, że jeden związek chemiczny lub jego fragment tworzy na widmie kilka pików.
Wymiana jednego atomu izotopu lżejszego na cięższy w cząsteczce zmienia jej masę o różnicę między masami tych izotopów. Gdy zatem występują cząsteczki, które różnią się tylko jednym izotopem, są one widoczne w widmie w postaci dwóch pików. Gdy uwzględnić dwa izotopy jednego atomu lub izotopy dwóch atomów, w związku chemicznym występować mogą już cząsteczki o trzech różnych masach, co prowadzi do trzech sygnałów w widmie masowym. W przypadku dużych cząsteczek, takich jak białka, możliwa jest obserwacja nawet kilkudziesięciu pików izotopowych. Charakterystyczny wzór pików, albo kształt jednego piku wypadkowego powstałego ze zlania pików składowych, pochodzących od różnych form związku chemicznego zawierającego atomy różnych izotopów, nazywa się obwiednią izotopową. Dla określenia charakterystycznego wzoru pików izotopowych używa się także terminu rozkład izotopowy.
Wiedząc, jaka jest różnica pomiędzy masami podstawowych izotopów pierwiastków występujących w związku chemicznym, można określić liczbę ładunków elementarnych poszczególnych jonów. Najczęściej różnica masy pomiędzy kolejnymi izotopami jednego pierwiastka wynosi 1 Da, zatem jeśli w widmie występują piki przesunięte o 1 Th, sugeruje to, że analizowany jon posiadał pojedynczy ładunek elementarny. Jeśli przesunięcie bliskich sobie pików izotopowych wynosi 0,5 Th to znaczy to, że cała seria sygnałów w ramach tej obwiedni pochodzi od jonów, które miały podwójny ładunek elementarny.
Ogólnie, w ramach jednej obwiedni ładunek jest w przybliżeniu równy wielokrotności masy neutronu (ok. 1 Da), a kolejne piki izotopowe są przesunięte o m/z kolejnych izotopów (gdzie m jest masą izotopu). Gdy w jednym obszarze widma występują jednocześnie sygnały, których przesunięcie wynosi 1 i 0,5 Th, wskazuje to na fakt nałożenia się na siebie dwóch lub więcej obwiedni izotopowych, pochodzących od dwóch lub więcej zestawów jonów o stosunku mas 1 do 2. Takie sytuacje zdarzają się szczególnie często w analizach MALDI/TOF badających cząsteczki znacznie różniące się masą z niejednorodnych mieszanin polimerów.
Gdy warunki jonizacji pozwalają na tworzenie się jonów o dwóch różnych ładunkach, powstających ze strukturalnie jednakowych fragmentów cząsteczki, to wówczas w widmie widoczne są dwie lub więcej obwiednie izotopowe dla tych fragmentów. Bardzo komplikuje to analizę widma. Z tego względu wiele technik jonizacji stara się zapobiegać tego rodzaju sytuacji.
Większość związków organicznych, w których dominują atomy węgla, stosuje się do tej reguły i ułatwia rozpoznanie w widmie jonów wielokrotnie zjonizowanych. Wynika to z występowania węgla 12C i 13C różniących się masą o 1 Da. W przypadku gdy w związku występują znaczne ilości atomów pierwiastków posiadających izotopy różniące się masą o 2 i więcej Da (np.: chlor), wówczas analiza obwiedni izotopowych bardzo się komplikuje. Na podstawie charakterystycznej obwiedni izotopowej można często wnioskować o składzie pierwiastkowym badanego związku chemicznego. Tego typu analizy przeprowadza się zazwyczaj przy pomocy specjalistycznych programów komputerowych.

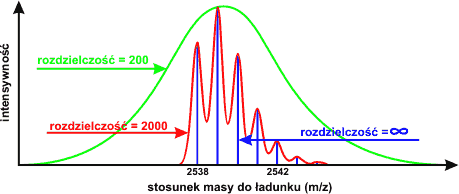
Rozdzielczość spektrometru mas. Linie niebieskie ilustrują jak wyglądałoby widmo zmierzone przez analizator o rozdzielczości nieskończenie wielkiej, linie zielona i czerwona – widmo zmierzone przez analizatory o rozdzielczości 200 i 2000 (wszystkie 3 przypadki dotyczą tej samej substancji).

### Rozdzielczość spektrometru mas
Rozdzielczość jest jednym z najważniejszych parametrów charakteryzujących spektrometr mas. Miarą rozdzielczości spektrometru jest zdolność do rozróżnienia dwóch jonów o pewnej różnicy stosunku masy do liczby ładunków elementarnych jonów (m/z). Spektrometr o rozdzielczości 1000 umożliwia rozróżnienie dwóch cząsteczek o m/z równym np. 1000 i 1001. Można przyjmować różne kryteria określenia rozdzielczości. Najczęściej uznaje się, że jeśli na widmie m/z dolina pomiędzy sąsiadującymi pikami od dwóch jonów jest głębsza niż 50% wysokości niższego piku, to są one rozróżnione.
Rozdzielczość nie jest zależna tylko od konstrukcji analizatora masy. Na rozdzielczość pomiaru wpływa wiele czynników takich jak konstrukcja optyki jonowej wprowadzającej jony do analizatora, konstrukcja i ustawienia źródła jonów (szczególnie w spektrometrach ze źródłem MALDI), wielu wypadkach ustawienia analizatora np. w przypadku analizatorów FT-ICR i Orbitrap rozdzielczość rośnie wraz z wydłużaniem czasu pomiaru. Istotnym elementem decydującym o rozdzielczości pomiarów jest także elektronika rejestrująca i przetwarzająca sygnały docierające z detektora jonów.

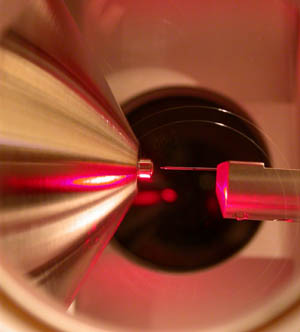
Elektrorozpylacz w spektrometrze mas LTQ-FTICR. Własność IBB PAN

### Techniki jonizacji
Istnieje wiele metod jonizacji cząsteczek w spektrometrach mas. Do metod najczęściej używanych należą:
- Jonizacja elektronami (Electron Ionisation, EI) – jonizacja przy pomocy wiązki elektronów. Jonizacja odbywa się w próżni. Metoda ta powoduje zwykle fragmentację badanych cząsteczek. EI charakteryzuje się stosunkowo małą wydajnością – poniżej 1% cząsteczek ulega jonizacji[11]. Oprócz jonu cząsteczkowego M+, obserwuje się jony fragmentacyjne, charakterystyczne dla struktury cząsteczki. Głównym ograniczeniem tej techniki jest konieczność odparowania próbki. Nie nadaje się ona do analizy związków polarnych, nietrwałych termicznie i o dużych masach cząsteczkowych[12].
- Elektrorozpylanie (Electrospray, ESI) – polegające na rozpylaniu pod ciśnieniem atmosferycznym cieczy zawierającej badaną substancję z igły, do której przyłożono wysokie napięcie (zwykle 1–5 kV). Jest to jedna z łagodnych metod jonizacji – zwykle nie powoduje fragmentacji badanych cząsteczek. Metoda ta jest bardzo często stosowana w badaniach nad wielkocząsteczkowymi biopolimerami takimi jak białka i oligonukleotydy[13].
- Termorozpylanie (Termospray, TE) – jonizacja przez podgrzanie (przy pomocy prądu elektrycznego) roztworu zawierającego sól i analizowaną substancję wewnątrz stalowej kapilary. Gorąca substancja jest rozpylana w komorze próżniowej z prędkością naddźwiękową[14][15].
- Jonizacja chemiczna (Chemical Ionisation, CI) – jony wytwarzane są na skutek zderzeń cząsteczek badanego związku chemicznego z jonami pierwotnymi obecnymi w źródle jonów. Jest to metoda niepowodująca fragmentacji cząsteczek (łagodna jonizacja). Jonizacja odbywa się zwykle przy ciśnieniu rzędu 60 Pa[16]. Używane są gazy takie jak metan, amoniak lub tlen[12].
- Bombardowanie szybkimi atomami (Fast-Atom Bombardment, FAB), polegającą na bombardowaniu cząsteczki obojętnymi atomami o wysokiej energii (zwykle 17 lub 70 eV). Cząsteczki mogą znajdować się w fazie gazowej lub być rozpuszczone w ciekłej, mało lotnej substancji (matrycy) np. glicerolu[17][18].
- Bombardowanie jonami (spektrometria mas jonów wtórnych – Secondary Ion Mass Spectrometry, SIMS) Metoda ta początkowo była stosowana do substancji przewodzących prąd lub substancji naniesionych na metalowe płytki. Obecnie metodę SIMS stosuje się z powodzeniem do substancji nieprzewodzących prądu. Istnieje odmiana techniki SIMS, w której badana substancja jest rozpuszczona w ciekłej matrycy (najczęściej glicerolu). Technika ta jest nazywana czasami LSIMS (Liquid Secondary Ion Mass Spectrometry) lub FIB (Fast Ion Bombardment)[19].
- Desorpcja laserowa (Laser Desorption, LD) – w której jonizacja następuje przez naświetlanie próbki silnym laserem, a zatem bombardującymi cząstkami są wysokoenergetyczne fotony[20].
- Desorpcja laserowa z udziałem matrycy (Matrix Assisted Laser Desorption Ionisation, MALDI) – w której stosuje się jonizację laserową, ale z tak dobraną energią wiązki, aby nie doprowadzać do fragmentacji cząsteczek (łagodna metoda jonizacji), lecz tylko do ich wybijania ze specjalnie przygotowanej matrycy. Matryca absorbuje energię lasera, która jest później przekazywana do analizowanych cząsteczek. Metoda ta jest bardzo często stosowana w badaniach nad biopolimerami i polimerami syntetycznymi[21][22].
- Plazma wzbudzona indukcyjnie (Inductively Coupled Plasma, ICP) – jonizowana substancja jest wprowadzana do plazmy płomienia palnika znajdującego się w kwarcowej rurze. Rura otoczona jest cewką, przez którą przepływa prąd zmienny o wysokiej częstotliwości. Plazma ogrzewa się do temperatury rzędu 10000 K w wyniku wzbudzenia polem magnetycznym wytworzonym przez prąd płynący w cewce. Metoda nadaje się doskonale do analizy pierwiastków metalicznych[23][24].

Wiele metod jonizacji cząsteczek, takich jak FAB, EI i LD, prowadzi do fragmentacji cząsteczek chemicznych w trakcie jonizacji, co powoduje, że różne spektrometry mogą generować różne widma dla tego samego związku chemicznego. Fragmentacja cząsteczek może pomagać w analizie, gdy badany jest jeden związek chemiczny. Pomiar masy takiego związku często nie wystarcza do jego identyfikacji, na którą pozwala analiza charakterystycznego wzoru fragmentacji takiego związku. W przypadku mieszanin wielu związków chemicznych wtórne reakcje między jonami pochodzącymi z różnych związków uniemożliwiają praktycznie analizę danych.
Typowym przykładem zastosowania spektrometrii mas do analizy mieszanin są badania proteomiczne, gdzie prawie zawsze występują złożone mieszaniny peptydów. Badania te są możliwe dzięki stosowaniu łagodnych metod jonizacji takich jak ESI i MALDI. Podczas stosowania łagodnych metod jonizacji tracona jest informacja o wzorze fragmentacji cząsteczek. Problem ten rozwiązuje zastosowanie tandemowych spektrometrów mas.

### Analizatory masy
W spektrometrach mas stosowane są różne typy analizatorów masy:
- Analizator czasu przelotu (Time Of Flight, TOF) – jony wprowadzane do analizatora są przyspieszane przy pomocy impulsów pola elektrycznego (częstotliwość pulsów wynosi 10 do 50 kHz), następnie dryfują przez komorę analizatora wolną od pola elektrycznego[27]. Na końcu analizatora znajduje się detektor jonów połączony z urządzeniem rejestrującym czas od impulsu przyspieszającego do momentu uderzenia określonego jonu w detektor. Pomiar m/z jest oparty na fakcie, że czas przelotu zależy od prędkości jonu, a prędkość uzyskana przez jon w polu elektrycznym zależy od jego masy. Obecnie stosuje się często analizatory czasu przelotu ze zwierciadłem elektrostatycznym, które zwiększa rozdzielczość aparatu, ale zmniejsza zakres dopuszczalnych mas cząsteczkowych. Analizatory TOF charakteryzują się stosunkowo dużymi rozdzielczościami rzędu kilkudziesięciu tysięcy (do 100 000) oraz dosyć dużą czułością. Są często stosowane razem ze źródłami jonów MALDI[1][2].

Schemat Spektrometru mas z analizatorem typu sektor magnetyczny i źródłem jonów typu EI

- Sektor magnetyczny (Magnetic sector) – analizator ten wykorzystuje zjawisko zmiany toru lotu jonów w polu magnetycznym. Tor lotu jonów jest zakrzywiany, promień toru zależy od stosunku masy do ładunku (m/z) i prędkości jonu, a także od parametrów pola magnetycznego. Sektor magnetyczny charakteryzuje się stosunkowo małą rozdzielczością – mniej niż 5000. Związane jest to głównie z dużymi różnicami prędkości cząsteczek wpadających do urządzenia. Problem ten rozwiązuje przez zastosowanie sektora elektrycznego przed sektorem magnetycznym, w którym cząsteczki są rozpędzane tak, aby wszystkie uzyskały zbliżoną prędkość, dzięki czemu względne różnice ich prędkości maleją. Stosuje się też separatory prędkości[1].
- Sektor elektryczny (Electric Sector) – urządzenie to wykorzystuje zjawisko zmiany toru lotu jonów w polu elektrostatycznym, jest zbudowane z dwóch równoległych, zakrzywionych płyt, do których przyłożono potencjał elektryczny. Jony o jednakowym stosunku ładunku do energii kinetycznej mają jednakowe tory lotu w sektorze elektrycznym. Za sektorem elektrycznym znajduje się szczelina, przez którą przelatują tylko jony o określonej energii. Sektor elektryczny jest stosowany przed sektorami magnetycznymi w spektrometrach mas o podwójnym ogniskowaniu[1].

Budowa kwadrupola

- Kwadrupol (Quadrupole) – analizator ten jest zbudowany z czterech symetrycznie ułożonych równoległych prętów. Działa jako filtr masy – w jednym momencie przepuszcza tylko jony o określonym stosunku masy do ładunku (m/z). Dzieje się to dzięki przykładaniu do prętów prądu zmiennego o określonej częstotliwości i napięciu oraz napięcia stałego. Kwadrupol można ustawić tak, aby przepuszczał jony o szerokim lub wąskim zakresie m/z. Jony przechodzące przez kwadrupol mogą być poddawane dalszej analizie[1][2].

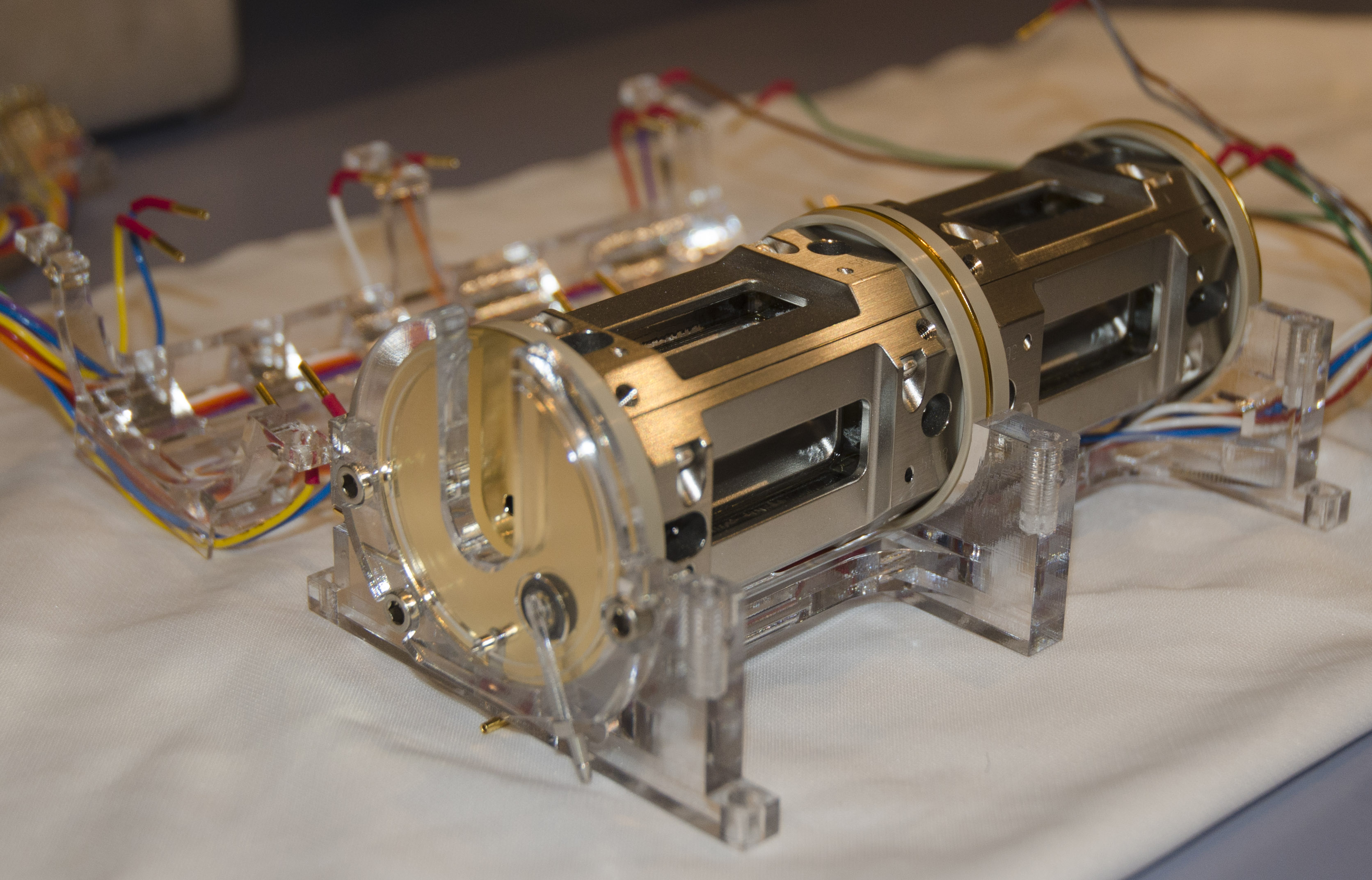
Podwójna liniowa pułapka jonowa tandemowego spektrometru mas Orbitrap Velos. Własność IBB, PAN.

- Pułapka jonowa (Ion Trap, IT) – jest analizatorem pozwalającym na przetrzymywanie jonów. Analizator ten działa na zasadzie podobnej do kwadrupola. Manipulując parametrami prądu przyłączonego do elektrod, można uwięzić w pułapce jony o określonym stosunku masy do ładunku (m/z) lub można uwięzić jony o szerokim zakresie m/z. Pomiaru masy dokonuje się przez uwięzienie w pułapce jonów o szerokim zakresie m/z i wyrzucanie z pułapki kolejnych grup jonów o określonym m/z. Wnętrze pułapki jonowej wypełnione jest gazem obojętnym – helem pod ciśnieniem rzędu 10−1 Pa. Jeżeli jony w pułapce zostaną wzbudzone (przyspieszone), zderzenia z atomami helu spowodują fragmentację jonów. Pułapki jonowe charakteryzują się zwykle dość niewielką rozdzielczością (kilka tysięcy) oraz bardzo dużą czułością[28][29].
- Liniowa pułapka jonowa (Linear Ion Trap, Linear Trap Quadrupole, LTQ) – jest zbudowana tak jak kwadrupol, z czterech równoległych prętów. Na obu końcach analizatora przykładany jest potencjał elektryczny, który uniemożliwia ucieczkę jonów z analizatora. Pomiar masy odbywa się przez wyrzucanie jonów o określonym m/z z analizatora i detekcję. W liniowych pułapkach jonowych stosuje się często dwa detektory, co zwiększa czułość. Liniowe pułapki jonowe charakteryzują się bardzo dużą czułością (większą niż zwykłe pułapki jonowe) i stosunkowo niską rozdzielczością (kilka tysięcy). W liniowej pułapce jonowej jony można przechowywać, poddawać fragmentacji i mierzyć masy fragmentów[30].
- Analizator cyklotronowego rezonansu jonów (Ion Cyclotron Resonance, ICR) – analizator jest cyklotronem, jony poruszają się po torach kołowych w silnym polu magnetycznym i zmiennym polu elektrycznym. W cyklotronie przyspieszane są tylko te jony, które zataczają okręgi z częstotliwością taką samą, jaką ma zmienne pole elektryczne, pozostałe naprzemiennie przyspieszane i hamowane. Przyspieszane jony poruszają się po okręgach o coraz większym promieniu, aż dotrą do elektrod detekcyjnych. Widmo m/z jest tworzone przez działanie na jony polem elektrycznym o zmieniającej się częstotliwości i rejestrację zmian natężenia prądu w płytach detekcyjnych albo przez zmianę absorpcji fali elektromagnetycznej wytwarzającej zmienne pole elektryczne. W analizatorze panuje bardzo wysoka próżnia – ciśnienie nie większe niż 10−4 Pa, zwykle 10−6 Pa lub mniejsze. Rozdzielczości analizatorów cyklotronowych mogą być bardzo duże, zwykle kilkaset tysięcy, mogą dochodzić nawet do miliona (przy m/z 500 Th); i szybko zmniejszają się wraz ze wzrostem m/z analizowanej cząsteczki[31].
- Analizator cyklotronowego rezonansu jonów z fourierowską transformacją wyników (Fourier Transform Ion Cyclotron Resonance, FT-ICR) – analizator ten działa podobnie jak analizator cyklotronowego rezonansu jonowego, ale zastosowano w nim inną, niż w ICR metodę przyspieszania cząstek i zbierania danych. W analizatorze oprócz płyt przyspieszających, znajdują się też płyty detekcyjne. W analizatorze FT-ICR wzbudzanie przeprowadza się, tak że nie dochodzi do selekcji jonów o wybranym stosunku m/z, lecz przyspieszane są jony w wybranym zakresie stosunku masy do ładunku. Ruch jonów w cyklotronie zależy od ich stosunku masy do ładunku. Poruszające się w cyklotronie ładunki wzbudzają w płytach detektora sygnał elektryczny, który jest rejestrowany. Sygnał pochodzi od wszystkich jonów poruszających się w cyklotronie, jest zależnością natężenia pola elektrycznego od czasu. Zależność ta jest przekształcana matematycznie przy pomocy transformacji Fouriera w zależność amplitudy od częstotliwości, która odpowiada spektrum masy do ładunku jonów. Analizatory FT-ICR są znacznie szybsze niż analizatory ICR, inne ich parametry (rozdzielczość, czułość itp.) są podobne. W przeciwieństwie do innych metod nie niszczą rejestrowanych jonów, dzięki czemu jony mogą być poddane dalszej obróbce i detekcji w innych warunkach[32]. Analizatory FT-ICR wyparły obecnie z rynku analizatory ICR[31][33].

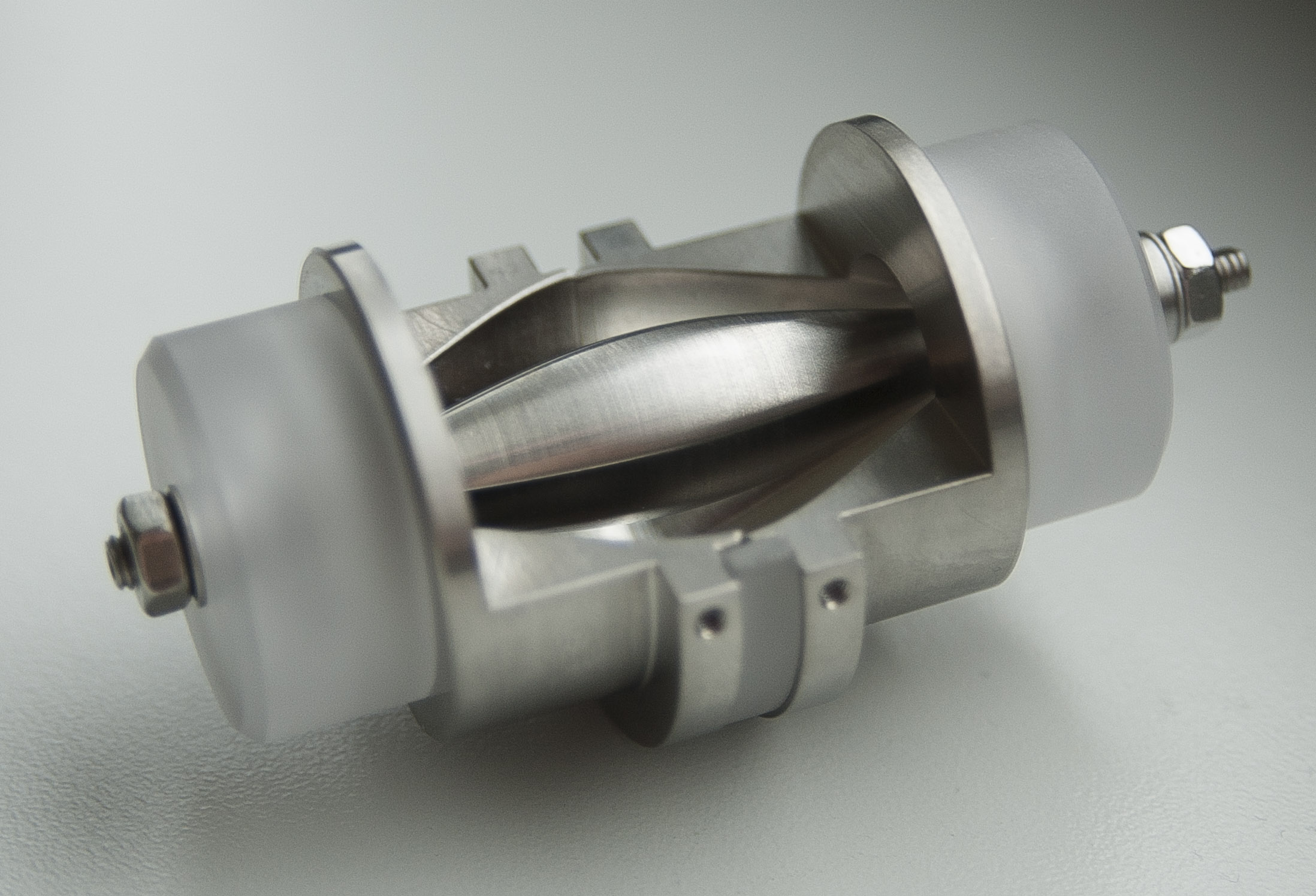
Orbitrap – częściowy przekrój. Zdjęcie zrobiono w zakładach produkujących spektrometry mas, Thermo Scientific, Brema, Niemcy

- Orbitrap – zbudowany jest z dwóch elektrod zewnętrznych i jednej elektrody wewnętrznej, pomiędzy którymi poruszają się jony. Tak więc analizator ten jest rodzajem pułapki jonowej. Elektrody zewnętrzne mają kształt zwężających się na jednym z końców beczek. Elektrody te są ustawione szerszymi końcami do siebie. Wrzecionowata elektroda wewnętrzna umieszczona jest w środku urządzenia, jej oś symetrii pokrywa się z osiami symetrii elektrod zewnętrznych. Jony wprowadzone do analizatora poruszają się dookoła oraz wzdłuż jego osi. Pomiar częstotliwości oscylacji jonów wzdłuż osi analizatora pozwala na obliczenie stosunku masy do ładunku jonu. Orbitrap charakteryzuje się dużą rozdzielczością, która wzrasta wraz z rozwojem konstrukcji analizatora (obecnie do 240 000 przy pomiarze jonu o stosunku masy do ładunku około 400 Th)[34].

### Detektory

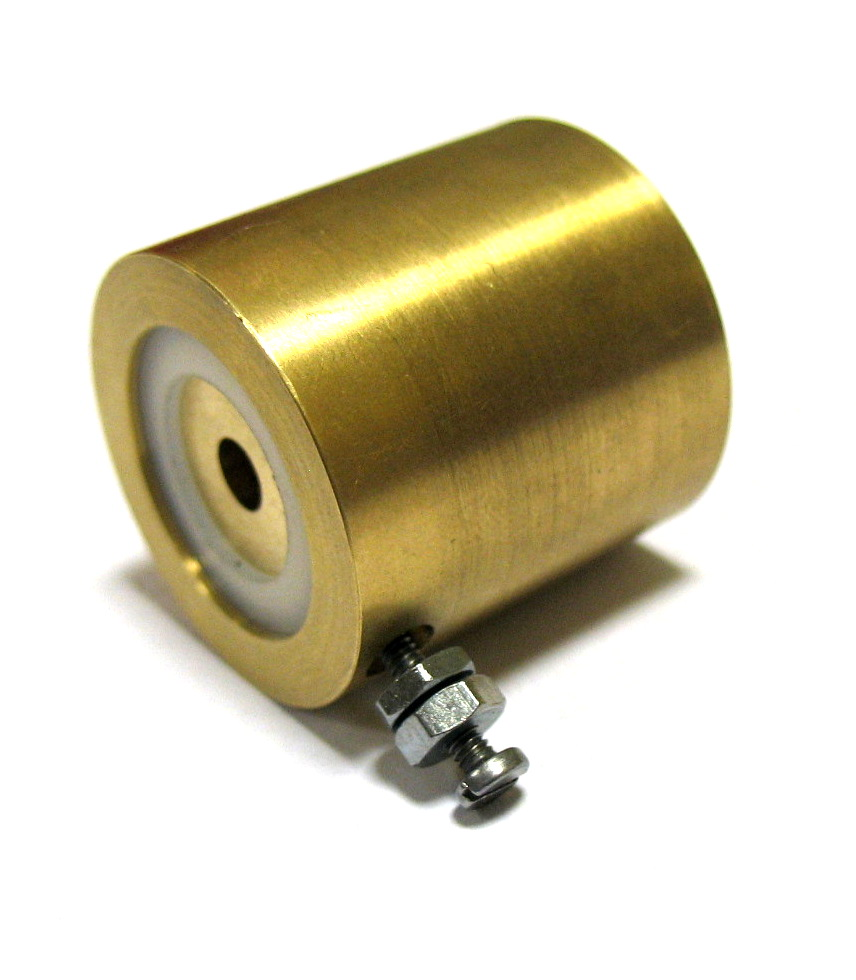
Puszka Faradaya

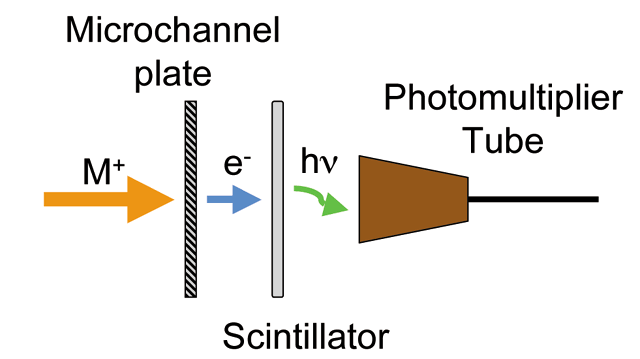
Schemat detektora. Kolejno występują, płytka mikrokanalikowa, scyntylator i fotopowielacz.

Zadaniem detektora w spektrometrze mas jest rejestracja jonów przechodzących przez analizator. Najprostszym i najstarszym detektorem jonów jest płyta fotograficzna. Obecnie płyty fotograficzne zostały zastąpione detektorami przekazującymi informację w postaci sygnałów elektrycznych. Sygnały te są we współczesnych spektrometrach mas przetwarzane do postaci cyfrowej i dalej przechowywane i analizowane z wykorzystaniem komputerów.
Można wyróżnić kilka najczęściej stosowanych typów detektorów:
- Puszka Faradaya – metalowa cylindryczna komora z otworem, przez który wlatują jony. Jony wpadające do detektora trafiają na dno puszki i oddają jej swój ładunek. Powstający w ten sposób prąd jest mierzony. Detektory te charakteryzują się małą czułością[1].
- Powielacz elektronowy – detektor zbudowany jest z serii płytek, przyłączone do coraz wyższego napięcia. Jony po uderzeniu w pierwszą płytkę (dynodę konwersyjną) powodują emisję elektronów. Elektrony te uderzają w kolejną płytkę (dynody) powodując wybicie elektronów. Z każdej kolejnej płytki detektora wybijana jest coraz więcej elektronów – sygnał jest wzmacniany. Elektrony trafiają ostatecznie na anodę, powodując przepływ prądu, który jest mierzony. Jednemu rejestrowanemu jonowi odpowiada impuls prądu. W nowszych konstrukcjach powielaczy elektronowych serię dynod zastępuje się zakrzywioną zwężającą się rurą (powielacz elektronowy o dynodzie ciągłej). Elektrony uderzają wielokrotnie w ściany rury, powodując emisję kolejnych elektronów. Dzięki kaskadowemu wzmocnieniu sygnału powielacze elektronowe są detektorami bardzo czułymi[1].
- Detektor mikrokanalikowy – detektor zbudowany z płytki z niewielkimi (4–25 μm) zakrzywionymi otworami. Powierzchnia otworów pokryta jest półprzewodnikiem mającym zdolność emisji elektronów. Na stronie wejściowej płytki utrzymywany jest potencjał ujemny (napięcie rzędu 1 kV) w stosunku do strony wyjściowej. Jony wpadają do kanalików i zderzają się ze ścianami otworów, powodując kaskadową emisję elektronów, podobnie jak w powielaczu elektronowym. Za każdym z kanalików znajduje się metalowa anoda zbierająca elektrony. Prąd powstały w ten sposób jest mierzony[1][2].
- Detektor fotopowielaczowy – składający się z dynody konwersyjnej, ekranu fluorescencyjnego i fotopowielacza. Jony wpadające do detektora uderzają w dynodę konwersyjną, powodując emisję elektronów. Elektrony są kierowane na ekran fluorescencyjny przy pomocy pola elektrycznego. Po uderzeniu elektronu w ekran emitowane są fotony, które trafiają do fotopowielacza. Fotopowielacz wzmacnia sygnał, który potem jest rejestrowany. Konstruuje się układy z dwoma dynodami konwersyjnymi, jedna dla jonów dodatnich druga dla jonów ujemnych[2].
- Detekcja w analizatorze cyklotronowego rezonansu jonów (ICR) oraz Analizator cyklotronowego rezonansu jonów z fourierowską transformacją wyników – analizatory te są jednocześnie detektorami jonów, nie wymagają one instalacji dodatkowych detektorów[2][31].

### Komputery wewnątrz spektrometru mas i wstępne przetwarzanie danych
Efektem działania współczesnych spektrometrów mas, niezależnie od zastosowanego analizatora czy detektora, są dane w postaci cyfrowej. Wytworzenie gotowych do analizy widm stosunku masy do ładunku, na podstawie zarejestrowanych sygnałów elektrycznych wymaga zastosowania różnorodnych algorytmów przetwarzania danych. Sposób przetwarzania danych jest zależny od zastosowanego analizatora masy i detektora. Przykładowo dane zarejestrowane przez analizator czasu przelotu (TOF) zawierają informacje o ilości jonów, które trafiły do detektora w określonym czasie. Dane te mogą zostać przeliczone na widmo stosunku masy do ładunku przy wykorzystaniu stworzonej wcześniej krzywej kalibracyjnej urządzenia. Znacznie kosztowniejsze obliczeniowo jest przetwarzanie danych rejestrowanych przez analizatory wykorzystujące fourierowską transformację wyników takie jak FT-ICR czy Orbitrap. Analizatory te rejestrują chwilowe natężenie pola elektrycznego fali elektromagnetycznej, przebieg ten jest przetwarzany na widmo częstotliwości przy pomocy transformaty Fouriera. Powstałe w ten sposób widmo częstotliwości przeliczane jest na widmo stosunku masy do ładunku. Ze względu na dużą ilość rejestrowanych danych i kosztowne obliczeniowo przetwarzanie informacji, budowa spektrometrów mas z furierowską transformacją wyników stała się możliwa dzięki rozwojowi informatyki.
Większość obecnie produkowanych spektrometrów mas wyposażona jest we wbudowane komputery służące do sterowania pracą analizatorów oraz wstępnego przetwarzania danych wytwarzanych przez spektrometr mas. Komputery wewnętrzne spektrometru mas są połączone z komputerem na zewnątrz spektrometru przy pomocy sieci Ethernet, połączenia USB lub specyficznej magistrali komunikacyjnej opracowanej przez producenta spektrometru. Komputer zainstalowany na zewnątrz spektrometru pozwala użytkownikowi na sterowanie spektrometrem, zapisuje wstępnie przetworzone dane nadające się do analizy takie jak widma stosunku masy do ładunku, chromatogramy (jeśli spektrometr pracuje w połączeniu z chromatografem) oraz informacje diagnostyczne dotyczące pracy samego spektrometru (temperatury podzespołów spektrometru, napięcia elektryczne i częstotliwości prądu poszczególnych elementów źródła jonów, optyki jonowej, analizatorów i detektorów itp.).

## Tandemowe spektrometry mas
Wiele związków chemicznych może charakteryzować się identyczną lub zbliżoną masą. Dlatego też pomiar masy cząsteczek często nie pozwala na zidentyfikowanie badanej substancji. Pomiar masy także nie dostarcza zbyt wielu informacji na temat struktury związku chemicznego. Fragmentacja badanych cząsteczek i pomiar mas fragmentów dostarcza dużo większej ilości informacji o strukturze związku chemicznego, co w wielu przypadkach pozwala na jego wiarygodne zidentyfikowanie. Fragmentacja cząsteczek w źródle jonów spektrometru mas pozwala na efektywne badanie czystych związków chemicznych lub prostych ich mieszanin. W trakcie analizy mieszaniny cząsteczek fragmentowanych w źródle jonów spektrometru mas można wykryć wiele pików odpowiadających masom fragmentów pochodzących od różnych związków chemicznych. Określenie od którego z badanych związków chemicznych pochodzą fragmenty, których masy zostały zmierzone przez spektrometr mas, jest trudne a często wręcz niemożliwe. Problem ten rozwiązuje zastosowanie tandemowych spektrometrów mas. Spektrometry te pozwalają na pomiar mas cząsteczek nie poddanych fragmentacji (pomiar MS), wyselekcjonowanie jonów o określonym stosunku masy do ładunku, poddanie wyselekcjonowanych jonów fragmentacji wewnątrz spektrometru mas i pomiar mas powstałych fragmentów (pomiar MSMS). Spektrometry takie są najczęściej wyposażone w źródła jonów nie powodujące fragmentacji cząsteczek takie, jak elektrorozpylacz czy MALDI. Spektrometr tandemowy może się składać z więcej niż jednego analizatora masy wtedy pierwszy z analizatorów może selekcjonować jony o określonym stosunku masy do ładunku, jony te kierowane są do komory kolizyjnej po czym są poddawane pomiarowi w drugim analizatorze masy. Przykładem takiej konstrukcji jest połączenie kwadrupola z analizatorem czasu przelotu (Q-TOF). Niektóre tandemowe spektrometry mas wyposażone w analizatory takie, jak pułapka jonowa, mogą selekcjonować jony, poddawać fragmentacji i mierzyć masy tylko z użyciem pojedynczego analizatora.

## Klasyczna technika identyfikacji związków chemicznych

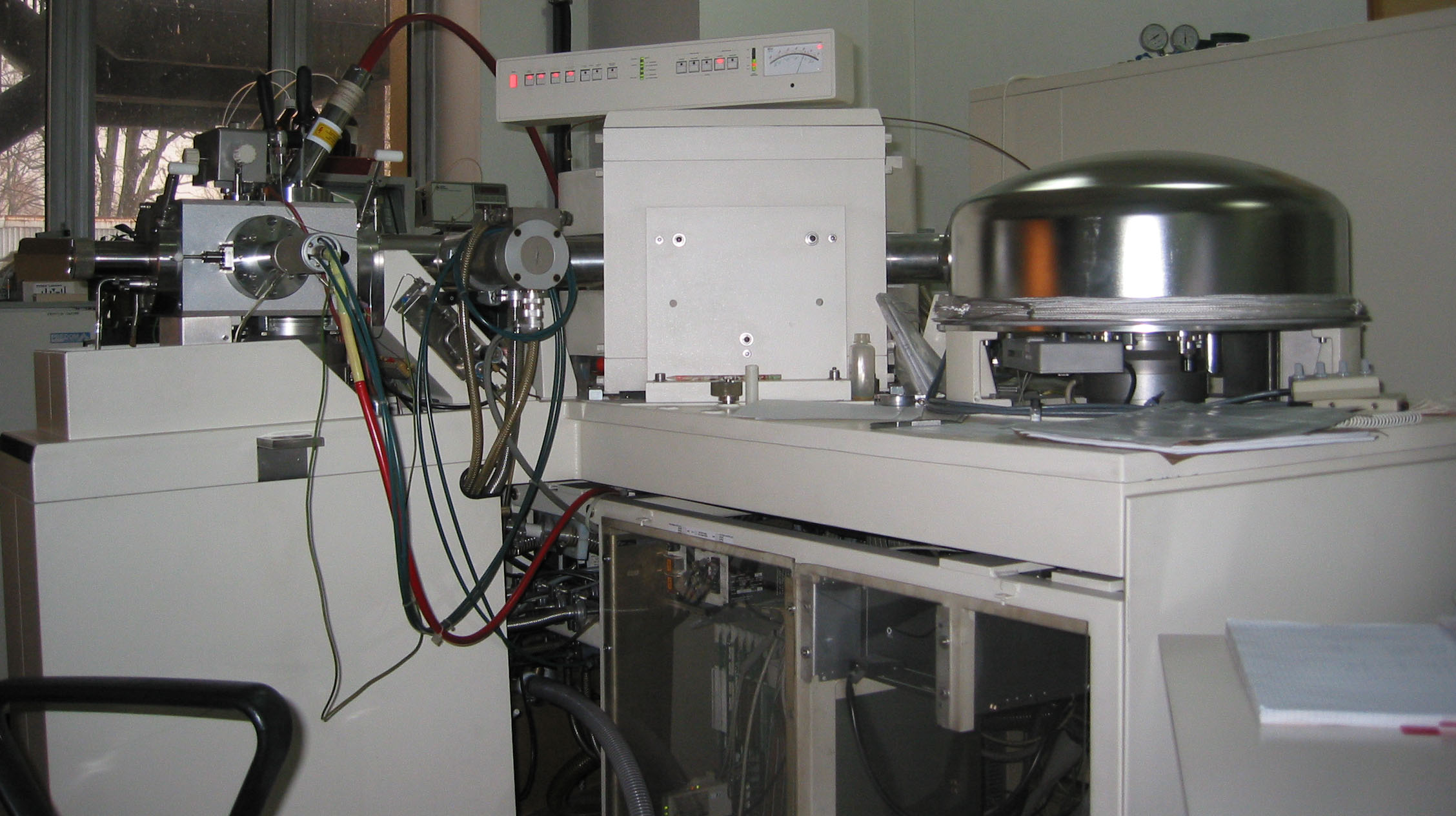
Wysokorozdzielczy spektrometr mas Finnigan MAT 95 ze źródłem jonów EI/CI/FAB i analizatorem magnetycznym i elektrycznym. Własność CBMiM PAN

Klasyczna technika spektroskopii masowej polega na umieszczaniu w komorze jonizacyjnej czystych związków chemicznych, które następnie ulegają fragmentacji z użyciem techniki FAB lub EI.
Widma czystych związków chemicznych otrzymywane techniką FAB lub EI przy określonej energii bombardujących cząstek prowadzą zawsze do takiego samego obrazu fragmentacji cząsteczki. Jednocześnie niezwykle rzadko zdarza się, aby dwa różne związki chemiczne fragmentowały się w identyczny sposób. Widma masowe mogą być zatem z powodzeniem stosowane do identyfikacji związków chemicznych, aczkolwiek nie ze 100%-ową pewnością. Dzięki temu, że określone grupy związków chemicznych ulegają fragmentacji w określony sposób, widma masowe umożliwiają też określenie prawdopodobnej struktury związków. Analizowanie widm masowych pod tym kątem jest jednak dość kłopotliwe i nie zawsze prowadzi do jednoznacznych konkluzji. Spektroskopia widm masowych jest stosowana jako komplementarna do spektroskopii NMR i spektroskopii IR metoda analizy przy ustalaniu struktur związków organicznych.

## Połączenie spektrometrii mas z chromatografią

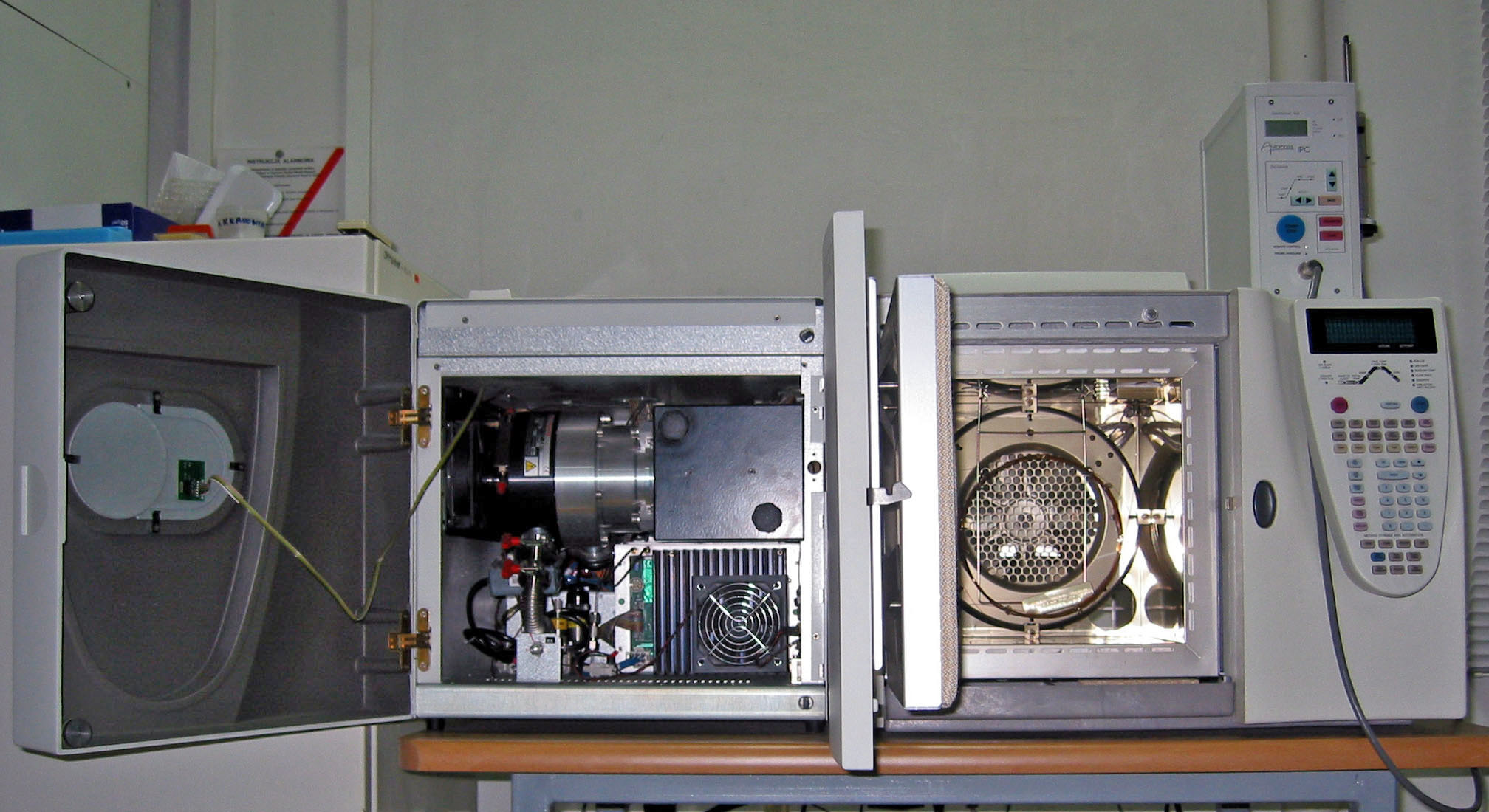
Spektrometr GCMS (Trace 2000 / Automass III firmy ThermoQuest) własność CBMiM PAN

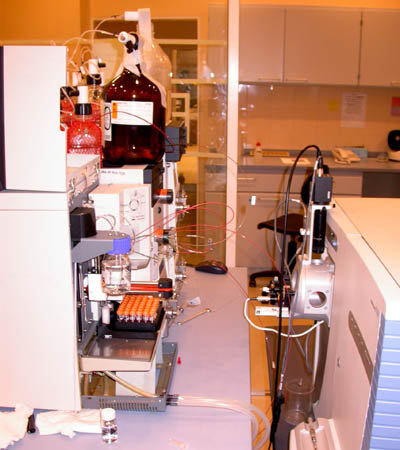
Połączenie HPLC z tandemowym spektrometrem mas ESI – LTQ – FT-ICR. Własność IBB PAN

W analizach mających na celu identyfikację substancji zwykle ma się do czynienia z mieszaninami związków chemicznych. Identyfikacja wielu związków chemicznych znajdujących się w jednej próbce jest zwykle niemożliwa, jeśli stosuje się tylko spektrometr mas.
Problem ten można rozwiązać, łącząc spektrometrię mas z różnymi technikami rozdziału substancji, zwykle z chromatografią. Metodami najczęściej stosowanymi w połączeniu ze spektrometrią mas są chromatografia gazowa (GC) i wysokosprawna chromatografia cieczowa (HPLC).
W układzie takim wszystkie substancje wychodzące z chromatografu kierowane są do źródła jonów w spektrometrze mas. Podczas analizy mieszanin, z chromatografu wydostają się kolejne, rozdzielone substancje. Spektrometr nie analizuje całej mieszaniny w jednym momencie, tylko kolejno poszczególne związki chemiczne. Oprócz informacji o masach i wzorze fragmentacji substancji podawanych przez spektrometr mas otrzymujemy informację o czasie retencji związków na kolumnie chromatografu.
Podczas analiz można mieć do czynienia z tak złożonymi mieszaninami, że w jednym momencie z chromatografu wychodzić będzie wiele związków chemicznych. W takich sytuacjach można użyć tandemowego spektrometru mas połączonego z chromatografem. W przypadku mniej złożonych mieszanin można zamiast chromatografii zastosować rozdział związków w pierwszym analizatorze tandemowego spektrometru mas.
Spektrometria mas bywa często łączona z elektroforezą kapilarną, która nie jest klasyfikowana jako metoda chromatograficzna. Elektroforeza kapilarna podobnie jak chromatografia cieczowa służy do rozdziału substancji w fazie ciekłej. Systemy, w których połączono spektrometr z elektroforezą kapilarną, służą zwykle do analizy białek i kwasów nukleinowych.
Najczęściej stosowane konfiguracje systemów chromatograficznych ze spektrometrami mas:
- Chromatografia gazowa i spektrometr mas (GC-MS)

Chromatograf rozdziela analizowaną próbkę na pojedyncze związki chemiczne, które są kolejno kierowane do spektrometru mas celem ich jednoznacznej identyfikacji. Technika ta określana skrótem GCMS jest powszechnie stosowana w przemyśle chemicznym i spożywczym, do analizy zanieczyszczeń środowiska, w badaniach biochemicznych, toksykologii, w badaniu próbek moczu i krwi sportowców w ramach testów antydopingowych.
- Chromatografia cieczowa i spektrometr mas (LC-MS)

Wysokociśnieniowe chromatografy cieczowe (HPLC) są łączone ze spektrometrami mas. Najczęściej stosowanym w tym przypadku źródłem jonów jest elektrorozpylacz (ESI). W układach tych stosuje się często spektrometry tandemowe ze względu na dużą złożoność analizowanych próbek. Systemy takie są zwykle stosowane w badaniach proteomicznych do identyfikacji białek ze złożonych mieszanin, wykrywania zanieczyszczeń środowiska oraz w przemyśle spożywczym.

## Spektrometry kwadrupolowe
Spektrometry te mogą być wyposażone w różne źródła jonów, najczęściej jest to: FAB, EI lub ESI. Analizatory kwadrupolowe charakteryzują się stosunkowo małą rozdzielczością (rzędu 2000) i czułością. Mimo to doskonale nadają się do wielu zastosowań. Spektrometry takie nie wymagają do pracy zbyt wysokiej próżni, a co za tym idzie dużych i kosztownych systemów pomp. Niewielkie rozmiary i umiarkowana cena przyczyniły się do ich popularności. Urządzenia takie są często stosowane w laboratoriach chemicznych, biochemicznych i analizy zanieczyszczeń środowiska. Spektrometry tego typu są powszechnie łączone z chromatografami gazowymi i cieczowymi. Obecnie produkowane są także przenośne urządzenia tego typu (mieszczące się w bagażniku samochodu). Urządzenia takie są często sprzężone z chromatografami gazowymi i mogą być stosowane do wykrywania broni chemicznej, zanieczyszczeń środowiska, narkotyków itp.

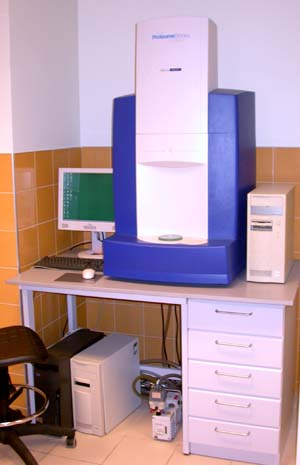
Spektrometr MALDI-TOF ze zwierciadłem jonowym. Własność IBB PAN

## MALDI-TOF
Jedną z częściej stosowanych konfiguracji spektrometrów mas jest połączenie źródła jonów MALDI i analizatora TOF (MALDI-TOF). W instrumentach tego typu stosuje się analizatory TOF ze zwierciadłem jonowym lub bez zwierciadła. Instrumenty bez zwierciadła umożliwiają detekcję mas cząsteczkowych do kilkuset tysięcy daltonów.
Podstawową zaletą MALDI-TOF jest to, że technika ta umożliwia bezpośrednią detekcję składu populacji cząsteczek o dużych masach cząsteczkowych, takich jak mieszaniny białek czy polimerów syntetycznych. Spektrometry te znajdują także zastosowanie przy identyfikacji białek w proteomice. Są także coraz powszechniej stosowane do oznaczania średnich mas cząsteczkowych i polidyspersji polimerów.
Analizatory ze zwierciadłem jonowym charakteryzują się znacznie większą rozdzielczością, niestety nie nadają się do analizy bardzo dużych cząsteczek. Oba typy spektrometrów dzięki zastosowaniu źródła jonów typu MALDI pozwalają na bardzo szybkie analizy. Przeciętny spektrometr tego typu potrafi przeanalizować ponad 100 próbek w czasie godziny. Przygotowanie i podawanie próbek do spektrometru tego typu może łatwo zostać zautomatyzowane. Dzięki łatwości automatyzacji, niewielkim rozmiarom i umiarkowanej cenie, spektrometry takie nadają się do laboratoriów masowo przetwarzających próbki (np. laboratoria analityki medycznej).

## Historia spektrometrii mas

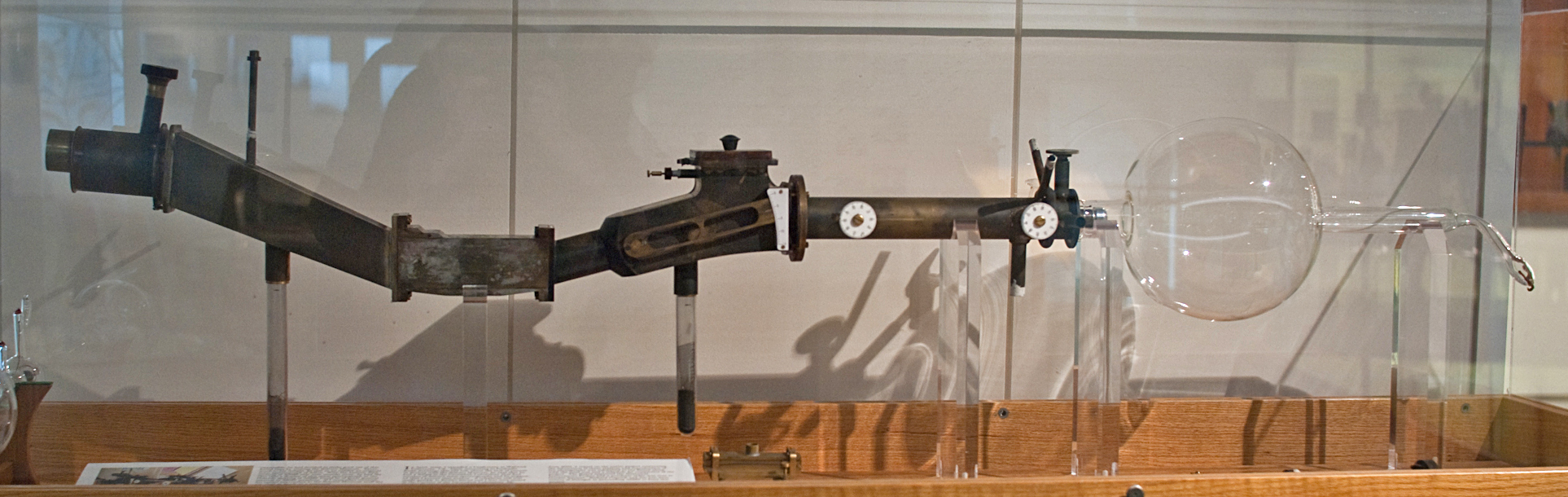
Replika spektrometru Thomsona

Historia spektrometrii mas zaczęła się od badań wielu uczonych nad przewodzeniem prądu elektrycznego przez gazy i towarzyszącemu mu świeceniu. W 1886 roku Eugen Goldstein odkrywa promieniowanie anodowe (kanalikowe), a w 1898 Wilhelm Wien zauważa, że promieniowanie odchylane w silnym polu magnetycznym rozdziela się na oddzielne wiązki. Obserwował on, że przeprowadzając wyładowanie w gazie pod niskim ciśnieniem, za otworkami w anodzie powstaje świecenie za tymi otworkami. Badania takie, prowadzone przez Joseph John Thomson na Uniwersytecie w Cambridge, doprowadziły do odkrycia elektronu w 1897 roku. Za te badania Thomson otrzymał Nagrodę Nobla w dziedzinie fizyki w 1906 roku. Wilhelm Wien w 1899 r. zademonstrował urządzenie (separator Wiena), w którym jony poruszały się w prostopadłych polach elektrycznych i magnetycznych, wydzielając jony o określonej prędkości, były odchylane w samym w polu magnetycznym rozdzielając się w zależności od stosunku ładunek do masy. Wien stwierdził, że stosunek ładunek do masy zależy od rodzaju gazu w rurze. J.J. Thomson w 1911 roku poprawił układ Wiena przez zmniejszenie ciśnienia, tworząc spektrograf masowy. Używając spektrografu masy, odkrył w 1913 roku izotopy neonu.
Na początku XX wieku Thomson zaobserwował, że promieniowanie katodowe (wiązka elektronów) może zostać odchylone przez pole elektrostatyczne. Urządzenie, w którym zaobserwowano to zjawisko, jest prekursorem spektrometru mas. Thomson nie poprzestał na obserwacji odchylenia wiązki elektronów i zaczął badać odchylenia wiązek różnych jonów. Badania te doprowadziły do powstania w latach 1899–1911 pierwszego spektrometru mas, nazwanego przez Thomsona parabola spectrograph.
W urządzeniu tym jony były poddawane działaniu równoległych pól elektrycznego i magnetycznego, co powodowało odchylenie toru ich lotu. Jony o różnej energii charakteryzowały się różnym stopniem odchylenia w kierunku równoległym do linii pola, a o różnym pędzie – w kierunku prostopadłym. Detektorem spektrometru Thomsona była płyta fotograficzna lub ekran fluorescencyjny. Jony o takim samym stosunku m/z tworzyły na ekranie obraz w postaci paraboli o określonym parametrze; pojawienie się kilku parabol o różnych parametrach było dowodem istnienia izotopów.
Po I wojnie światowej współpracownik Thomsona, Francis William Aston, zbudował spektrometr mas o znacznie większej rozdzielczości. Spektrometr ten pozwolił na obserwację izotopów. Za zbudowanie spektrometru mas i odkrycie wielu niepromieniotwórczych izotopów Astonowi przyznano Nagrodę Nobla w dziedzinie chemii w 1922 roku. W tym samym czasie Arthur Jeffrey Dempster, podobnie jak Aston, udoskonalił analizator magnetyczny. Dempster opracował także stosowaną do dziś metodę jonizacji substancji za pomocą strumienia elektronów (źródło jonów EI).
Thomson, Aston i Dempster stworzyli teoretyczne podstawy do rozwoju spektrometrii mas. Dziś, ponad sto lat od pierwszych doświadczeń Thomsona, spektrometry mas są niezastąpionym narzędziem w pracy fizyków, chemików, biologów i lekarzy prowadzących badania naukowe na Ziemi i w przestrzeni kosmicznej. Coraz częściej spektrometry mas są stosowane w przemyśle, wojsku, policji i innych instytucjach.
Biologia molekularna jest jedną z dziedzin intensywnie korzystających ze spektrometrii mas. Analiza wielkocząsteczkowych biopolimerów takich jak białka i kwasy nukleinowe nie byłaby możliwa bez wykorzystania łagodnych metod jonizacji – elektrorozpylania (ESI) i desorpcji laserowej z udziałem matrycy (MALDI). W roku 2002 Szwedzka Akademia Nauk przyznała Nagrodę Nobla w dziedzinie chemii Johnowi Fennowi i Koichi Tanace za zastosowanie metod łagodnej jonizacji w badaniach wielkocząsteczkowych biopolimerów.

### Najważniejsze odkrycia w historii spektrometrii mas
Kalendarium obejmuje ważniejsze odkrycia i konstrukcje w dziedzinie spektrometrii mas.
| Rok       | Odkrycie | Nazwiska badaczy                                   |
| --------- | --- | -------------------------------------------------- |
| 1899–1911 | Odkrycia naukowe prowadzące do zbudowania pierwszego spektrometru mas                                                              | Joseph John Thomson                                |
| 1912      | Widmo masowe tlenu, azotu, tlenku węgla, dwutlenku węgla, chlorku karbonylu                                                        | Joseph John Thomson                                |
| 1913      | Odkrycie izotopów neonu: 20Ne i 22Ne                                                                                               | Joseph John Thomson                                |
| 1918      | Udoskonalenie sektora magnetycznego i opracowanie źródła jonów EI                                                                  | Arthur Jeffrey Dempster                            |
| 1919      | Pomiar masy atomów | Francis William Aston                              |
| 1922      | Pomiar defektu masy. | Francis William Aston                              |
| 1930      | Zastosowanie spektrometrii mas w chemii organicznej                                                                                | R. Conrad                                          |
| 1932      | Pokazanie równoważności masy i energii postulowanej przez Alberta Einsteina                                                        | K.T. Bainbridge                                    |
| 1934      | Preparatywny rozdział jonów | W.R. Smythe, L.H. Rumbaug, S.S. West               |
| 1942      | Pierwszy sprzedany spektrometr mas                                                                                                 | Consolidated Energy Corporation                    |
| 1946      | Analizator czasu przelotu (TOF) | William E. Stephens                                |
| 1949      | Analizator cyklotronowego rezonansu jonów (ICR)                                                                                    | J.A. Hipple, H. Sommer i H.A. Thomas               |
| 1953      | Połączenie sektora magnetycznego i elektrycznego – spektrometr o podwójnym ogniskowaniu                                            | E.G. Johnson i A.O. Nier                           |
| 1953      | Kwadrupolowy analizator masy | W. Paul i H. Steinwedel                            |
| 1958      | Połączenie spektrometru mas z chromatografem gazowym (GC)                                                                          | Roland S. Gohlke, Fred W. McLafferty               |
| 1966      | Sekwencjonowanie peptydów przy pomocy spektrometru mas                                                                             | K. Biemann, C. Cone, B.R. Webster i B.P. Arsenault |
| 1966      | Jonizacja Chemiczna (CI) | B. Munson i F.H. Field                             |
| 1968      | Jonizacja przez Elektrorozpylanie (ESI)                                                                                            | Malcom Dole                                        |
| 1974      | Jonizacja w plazmie | R.D. MacFarlane i D.F. Torgerson                   |
| 1974      | Analizator cyklotronowego rezonansu jonów z fourierowską transformacją wyników (FT-ICR)                                            | Melvin B. Comisarow i Alan G. Marshall             |
| 1978      | Tandemowy spektrometr mas z trzema kwadrupolami (Triple Quadropole MS)                                                             | Richard A. Yost i Chris G. Enke                    |
| 1980      | Metoda jonizacji przez termorozpylanie                                                                                             | M.L. Vestal                                        |
| 1981      | Metoda jonizacji przez bombardowanie szybkimi atomami (FAB)                                                                        | Michael Barber                                     |
| 1983      | Opracowanie metody jonizacji przez desorpcję laserem przy udziale matrycy – MALDI (Nagroda Nobla z Chemii w 2002 roku – K. Tanaka) | Koichi Tanaka, Michael Karas i Franz Hillenkamp    |
| 1984      | Wykorzystanie elektrorozpylania (ESI) do analizy biopolimerów (Nagroda Nobla z Chemii w 2002 roku – J. Fenn)                       | Gall Lydia (ZSRR), John Fenn (USA)                 |
| 1999      | Orbitrap – zaprezentowano nowy analizator masy                                                                                     | Aleksandr Makarow                                  |